# Mark Leslie
Mark Leslie (ur. 20 sierpnia 1978 w Punta Gorda) – belizeński piłkarz grający na pozycji pomocnika. Od 2009 roku jest zawodnikiem trynidadzko-tobagijskiego Ma Pau SC.

## Kariera klubowa
Leslie przez całą karierę grał w rodzinnym kraju, nie licząc kilku sezonów spędzonych w North East Stars i Ma Pau SC.

## Kariera reprezentacyjna
Mark Leslie był członkiem reprezentacji Belize w latach 1999-2007. W ciągu ośmiu lat spędzonych w kadrze zanotował 55 występów i 9 goli.